# Jesucristo Riquelme Pomares
Jesucristo Riquelme Pomares (20 de noviembre de 1956, Orihuela (Alicante), es un profesor, escritor, articulista y crítico literario español.

## Biografía
Licenciado por la Universidad Autónoma de Madrid, defiende su tesis doctoral sobre Miguel Hernández, al que luego dedica gran parte de su obra, en la Universidad Literaria de Valencia (1986) (tesis:Aproximación semiótica al teatro alegórico y social de Miguel Hernandez). Catedrático en diversos institutos y profesor asociado de Filología Hispánica en la UNED y de Periodismo en la Universidad Miguel Hernández de Elche (Alicante), Director del Centro Cultural Hispano-Guineano y del Centro Cultural de España en Santiago, así como Coordinador de los Programas de Cultura y Desarrollo de la Cooperación Española en Guinea Ecuatorial y en Chile, se aparta de la docencia para dedicarse por entero a la elaboración de material didáctico, artículos y obras de crítica literaria.

## Obra

### Libros de texto y manuales
- Miguel Hernández en las aulas: «Aprende con Miguel Hernández. Animación a su lectura y a la creatividad artística»[3] en Miguel Hernández en las aulas: unidad didáctica para centros de enseñanza primaria y secundaria. Libro interdisciplinar con actividades pedagógicas para la Enseñanza Secundaria.[4] 1993
- Memoria de sol. Antología poética. Miguel Hernández.[5] 1994
- Comentario lingüístico y análisis de texto.[6] 1995
- Canon de presentación de trabajos universitarios. Modelos académicos y de investigación.[7] 2007
- Luces de bohemia y La casa de los espíritus. Guía de lectura.[8] 2010
- Comentario de texto. Lengua Castellana, 2.º Bachillerato.[9] 2011
- Selectividad. Camino de la PAU. Prácticas lingüísticas, 2.º Bachillerato. Cuaderno.[10] 2011
- Nou el·lipsi. Valencià. Llengua i Literatura. Comentari de Text, 2n Batxillerat.[11] 2011
- Nou el·lipsi. Valencià. Llengua i Literatura. Introducció al Comentari de Text, 1er Batxillerat.[12] 2012
- Un poeta del amor, la libertad y la juventud: Miguel Hernández.[13] 2014
- Lengua Castellana y Literatura, 1.º Bachillerato. PAU.[14] 2015
- Scriptorium. Lecturas para 1.º de bachillerato: La Celestina, Quijote I, Alcalde de Zalamea, Hacer que hacemos, Antología de poesía de amor (ss. XV-XIX) y Cuentos del siglo XIX.[15] 2016
- Lengua Castellana, 2.º Bachillerato. PAU.[16] 2016
- Lengua Castellana y Literatura, 4.º ESO.[17] 2016
- Literatura, 2.º Bachillerato. Siglos XX y XXI.[18] 2016
- Luces y sombras de bohemia en Luces de bohemia, de Valle Inclán.[19] 2017
- Edición y preliminar de Yerma en Trino. Lecturas para 4.º de ESO.[20] 2018
- Federico García Lorca. Antología poética. Del verso hondo al amor oscuro. 23 poemas comentados.[21] 2019
- Lengua Castellana y Literatura, 1.º Bachillerato. EBAU.[22] 2019. Existe edición posterior, actualizada, de 2020. ISBN: 978-84-120649-6-4.
- Lengua Castellana y Literatura, 2.º Bachillerato. EBAU.[23] 2019. Existe edición posterior, actualizada, de 2020.

### Crítica literaria

#### Sobre Miguel Hernández
- El auto sacramental de Miguel Hernández.[24] 1990
- El teatro de Miguel Hernández.[25] 1990
- Los hijos de la piedra, edición crítica.[26] 1992
- Antología comentada. Teatro. Epistolario. Prosa.[27] 2002
- Recoged esta voz, edición plurilingüe filipina.[28] 2005
- Miguel Hernández. Un poeta para espíritus jóvenes.[29] 2009
- Nana y fábula para un infante. Dos cuentos redentores.[30] 2010
- Cuaderno de Cancionero y romancero de ausencias.[31] 2010
- El teatro de Miguel Hernández: una vocación desconocida.[32] 2010
- Miguel Hernández. 100 poemas.[33] 2010
- Mi sangre es un camino. Mon sang est un chemin.[34] 2010
- Miguel Hernández, obra exenta. Estudios, recopilación y dictámenes de Jesucristo Riquelme Pomares.[35] 2012
- Bodegon-gorismo y poiesis: de Miguel Hernández, poeta, a Ortuño, perito ilustrado.[36] 2014
- La obra completa de Miguel Hernández.[37] 2017
- Miguel Hernández. Himno de libertad.[38][nota 1] 2017
- Miguel Hernández, poet of the immense majority.[39] 2018
- Miguel Hernández, poète necessaire, s'il vous plaît.[40] 2018
- Epistolario general de Miguel Hernández.[41] 2019

#### Sobre otros
- La Celestina. Libro de Calisto y Melibea y de la puta vieja Celestina.[42] 1990
- Luna. primera revista española en el exilio.[43] 2000
- El don de gentes o La habanera, de Tomás de Iriarte.[44] 2006
- Luna, la primera revista cultural clandestina en el Madrid de Franco (1939-1940).[45] 2007
- Madame Bovary, la novela subversiva. Estudio y guión de lectura.[46] 2015
- Hacer que hacemos. Teatro cómico neoclásico.[47] 2015
- Lorca, territorio mítico. Federico García Lorca.[48] 2018
- Romancero gitano. Lorca antológico.[49] 2019

### Otros temas
- Curso de lengua fang.[50] 1989
- Orihuela de la mano de Miguel Hernández.[51] 1997
- Los anglicismos. Anglismos y anglicismos, huéspedes de la lengua.[52] 1998
- Televisión, publicidad y manipulación del menor: Lo subliminal. Episodio I. La amenaza.[53] 1999
- Cine joven.[54] 2005
- Cine joven para bachillerato.[55] 2006
- Ponme más, por favor: recetas para repelar la Vega Baja.[56] 2009
- De nobel a novel. Epistolario inédito de Vicente Aleixandre a Miguel Hernández y Josefina Manresa. Cartas que son visitas.[57] 2015
- Miguel Hernández entre niños.[58] 2017
- Cuentos para Manolillo, de Miguel Hernández.[59] 2018
- Discursos joviales para reír y sentir.[60] 2019
- En defensa propia. Manual de autoayuda legal.[61] 2020

### Teatro
- Voces a los cuatro vientos, estrenada en Moscú y representada en el festival internacional de teatro escolar de Valladolid.[62][63][64]

### Cinematografía
- Asesor histórico de la película Viento del pueblo, dirigida por José Ramón Larraz (Lotus films international) para RTVE (2002), con la que fue finalista en los premios del audiovisual valenciano.[65]
- Coguionista en la película documental Compañero del alma.[66] (2005)
- Guionista y asesor histórico de la serie documental Miguel Hernández.[67] 2010